# Chicago Sting
Chicago Sting var en fotbollsklubb i USA. Klubben bildades 1975, och spelade fram till 1984 i North American Soccer League och vann två mästerskap, 1981 samt 1984, den senare var ligans sista säsong. Då North American Soccer League upplöstes spelade klubben i Major Indoor Soccer League fram till den upplöstes 1988. Klubben namngavs med hänvisning till filmen Blåsningen, vars handling utspelar sig i 1930-talets Chicago.

## Kända spelare
- Willem van Hanegem
- Thomas Sjöberg